# Liptena albomacula
Liptena albomacula är en fjärilsart som beskrevs av Hawker-smith 1933. Liptena albomacula ingår i släktet Liptena och familjen juvelvingar. Inga underarter finns listade i Catalogue of Life.